# Varmonzey
Varmonzey ([vaʁmɔ̃ˈzɛ] ) ist eine französische Gemeinde mit 24 Einwohnern (Stand: 1. Januar 2022) im Département Vosges in der Region Grand Est. Sie gehört zum Arrondissement Neufchâteau (bis 2024 Épinal) und zum Gemeindeverband Communauté de communes de Mirecourt Dompaire. Die Bewohner werden Varmonzeyeilles genannt.

## Geografie
Die kleine Gemeinde Varmonzey liegt etwa 23 Kilometer nordwestlich von Épinal im Tal des Flusses Colon, der in Süd-Nord-Richtung durch das 2,57 km² große Gemeindegebiet fließt. Das Colonufer liegt auf ca. 290 m über dem Meer; westlich des Ufers steigt das Gelände allmählich bis auf 360 m an, am östlichen Ufer erhebt sich eine Steilstufe um etwa 100 Höhenmeter auf ein Plateau, das an der Westflanke des Haut de Chalmont an der Ostgrenze der Gemeinde mit 395 m über dem Meer den höchsten Punkt erreicht. In einer nach Westen geöffneten Bucht in der Steilstufe liegt das Dorf Varmonzey, der dazugehörige Weiler Le Faxal liegt am flachen Westufer des Colon. Der größte Teil des Gemeindeareals besteht aus Äckern und Weiden. Kleinere Waldstücke gibt es an den Steilhängen und als Auwaldreste an den Flussläufen von Colon und Ruisseau de la Tarpe. Im Südwesten der Gemeinde befindet sich mit dem Bois d’Ascensement ein etwa 14 ha umfassendes Waldgebiet. An den Weinbau in früheren Zeiten erinnert heute noch der Flurname Corvée de la Vigne westlich des Colon. Vereinzelte Reben zum Eigenverbrauch findet man noch östlich des Dorfes Varmonzey. Umgeben wird Varmonzey von den Nachbargemeinden Ubexy im Norden, Évaux-et-Ménil im Osten, Gugney-aux-Aulx im Süden sowie Rapey im Westen.

## Geschichte
Varmonzey tauchte im Jahr 1292 erstmals als Warmonzeyz urkundlich auf und war abhängig vom Nachbardorf Gugney-aux-Aulx, das den Äbtissinnen von Remiremont sowie den Herren von Ubexy und Mazirot gehörte. Auch kirchlich gehörten die Bewohner von Varmonzey zu den Pfarreien in Gugney-aux-Aulx und Évaux-et-Ménil. Eine Kirche wurde in Varmonzey nie gebaut.

### Bevölkerungsentwicklung
| Jahr      | 1962 | 1968 | 1975 | 1982 | 1990 | 1999 | 2006 | 2012 | 2022 |
| Einwohner | 21   | 20   | 18   | 23   | 25   | 25   | 24   | 30   | 24   |

Im Jahr 1831 wurde mit 104 Bewohnern die bisher höchste Einwohnerzahl ermittelt. Die Zahlen basieren auf den Daten von cassini.ehess.fr und INSEE.

## Sehenswürdigkeiten
- Wegkreuz an der Straße nach Évaus-et-Mébil

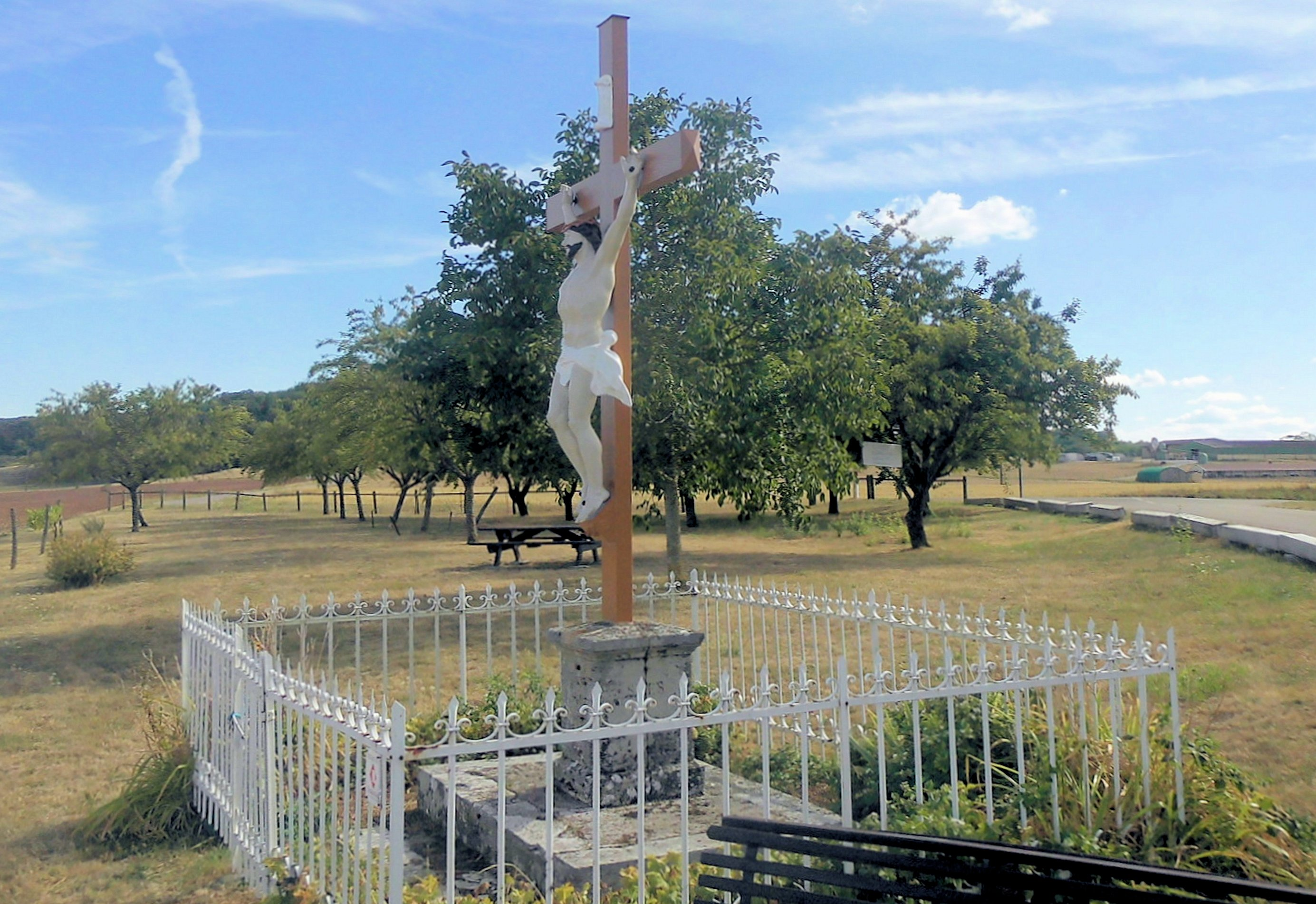
Wegkreuz

## Wirtschaft und Infrastruktur
In der Gemeinde sind drei Landwirtschaftsbetriebe ansässig (Milchwirtschaft, Geflügelzucht).
Varmonzey ist durch Nebenstraßen mit seinen Nachbargemeinden verbunden. In der vier Kilometer entfernten Gemeinde Vincey besteht ein Anschluss an die autobahnartig ausgebaute RN 57 von Nancy nach Épinal. Der Bahnhof in Vincey liegt an der Bahnstrecke Blainville-Damelevières–Lure.

## Belege
1. ↑  Varmonzey auf vosges-archives.com, PDF-Datei (französisch)
2. ↑  Varmonzey auf cassini.ehess.fr
3. ↑  Varmonzey auf insee.fr
4. ↑  Landwirtschaftsbetriebe auf annuaire-mairie.fr (französisch)